# Cryptus scrutator
Cryptus scrutator là một loài tò vò trong họ Ichneumonidae.